# Robert Stockton Green
Robert Stockton Green, född 25 mars 1831 i Princeton, New Jersey, död 7 maj 1895, var en amerikansk politiker som var guvernör i New Jersey 1887-1890.

## Tidigt liv
Green föddes i Princeton, New Jersey. Han tog examen från College of New Jersey (numera Princeton University) 1850. Han studerade juridik, antogs till advokatsamfundet 1853 och arbetade som advokat i Elizabeth, New Jersey.

## Politisk karriär
Green var medlem av Demokraterna. Han var ledamot av stadsfullmäktige i Elizabeth 1863-1873. Han var ordförande för domstolen i Union County från 1868 till 1873.
Han var ledamot av USA:s representanthus från den 4 mars 1885 till dess han avgick den 17 januari 1887 för att bli guvernör i New Jersey. Han tjänstgjorde som guvernör från den 18 januari 1887 till den 21 januari 1890. Enligt den dåvarande delstatsgrundlagen kunde en sittande guvernör inte ställa upp till omval, varför hans företrädare Leon Abbett inte hade gjort det, men Abbett ställde upp i valet 1889 och vann, och blev därmed såväl Greens företrädare som efterträdare.
Green var delegat till Demokraternas nationella konvent 1860, 1880 och 1888. Han var domare vid det som då var delstatens högsta domstol, 1894 till 1895.
Han avled i Elizabeth och begravdes på Green-Wood Cemetery, Brooklyn, New York.